# Манастир Бањска
Манастир Бањска је мушки манастир Рашко-призренске епархије Српске православне цркве који се налази код Звечана у северном делу Косова и Метохије. Представља непокретно културно добро као споменик културе од изузетног значаја.
Старешина манастира је протосинђел Данило (Домазетовић), са братством на челу од 17. фебруара 2010. године.

## Историја
Манастир Бањска са црквом посвећеном Светом Стефану саграђен је између 1313. и 1317. године, као задужбина српског краља Стефана Уроша II Милутина, једног од најмоћнијих владара из династије Немањић и једног од најмоћнијих владара на Балкану свога доба. Милутин је Бањску наменио себи за гробну цркву. Када је умро у Неродимљу 1321, архиепископ Данило II је пренео његово тело у Бањску.  Не дуго после краља Милутина, у северној капели сахрањена је краљица Теодора, мајка Милутиновог унука, краља и цара Душана.
После Косовске битке 1389. године тело краља Милутина је пренето је у Трепчу, а потом, 1460. године, у манастир Горна Бања у бугарски град Софију где се и сада налази.
И манастир је пратио судбину тела свог ктитора. Монументално здање са црквом, трпезаријом, библиотеком, конацима и „палатом царском”, Бањска је почела да пропада врло рано. Већ у првом турском налету 1389, Бањска је горела. Страдања су се наставила током 15. и 16. века.  Почетком 15. века пожар је прогутао књиге, а у другој половини истог века манастир је вероватно запустео. Путописац Курипешић забележио је да је по наредби султана манастир у 16. веку разорен јер су се у њему сакупљали хришћански бегунци из турског ропства.
Почетком 17. века на рушевинама манастира никло је мање османско утврђење, док је црква дограђивањем минарета над северном певницом делом претворена у џамију, а делом у просторије за становање. У аустријско-турским борбама 1689. наизменично је служила као утврђење османској и аустријској војсци.
Већ скоро сасвим срушена црква Светог Стефана је у 19. веку адаптирана и претворена у џамију и, као таква, служила је до Првог светског рата. Бањска је поново је горела у време Првог светског рата. Разрушен и запуштен манастир је чекао на обнову до 1938, када су под надзором Ђ. Бошковића започети конзерваторски радови. Црква је први пут конзервирана 1939. године, а други пут 1990. године када је учињена делимична реконструкција. Јула 2005. у манастиру је обновљен духовни живот.
Током Другог светског рата Манастир Бањска су оштетили Албанци: уништен је унутрашњи инвентар, једно велико звоно и архива је спаљена.
Манастир Бањска је један од ретких манастира са очуваном оснивачком повељом — Повеља краља Милутина манастиру Бањска. Из ње се види да је приликом оснивања манастиру приложено огромно властелинство од 75 села и 8 катуна, са рибњацима, воденицама и пчелињацима.
Како је грађевина била предвиђена за краљевску гробницу, укинута је Бањска епархија и манастир је проглашен за ставропигион — Царску Лавру, четврту по рангу у држави (иза Студенице, Милешеве и Сопоћана). Градњом је руководио Данило II, тадашњи бањски игуман а каснији српски архиепископ, иначе близак краљев сарадник и повереник, књижевник, човек великог знања и изграђеног укуса.
По средњовековним изворима и народној традицији, Бањска је била на гласу као један од најлепших српских манастира. Израђена је у чистој рашкој градитељској концепцији (стил српског класицизма, српско-византијски стил — од Милутина до Стефана Лазаревића) која је обавезно примењивана приликом градње краљевских маузолеја од манастира Студенице Стефана Немање до манастира Светих Арханђела цара Душана.
По изричитој жељи краља Милутина, Бањска је грађена по угледу на манастир Студеницу. Тако храм има облик једнобродне базилике са слепом куполом. Источна апсида је полукружна и изразито монументална. У поткуполном простору су бочни певнички простори исте висине као главни брод и само мало иступају из главне масе зида. Улаз у цркву са западне стране био је, такође по рашком начину, наглашен двема монументалним кулама.
За време игумана Данила (Домазетовића), манастир је августа 2013. прославио 7 векова постојања.

## Архитектура
Главни украс екстеријера представљао је разнобојни тесани камен у жућкастој, руменој и сивој боји, којим су биле обложене фасаде. Разнобојни тесани квадри, распоређени као шаховска поља, стварали су утисак засићене полихромије. У традицији романичке стилизације украс фасада је комбинован са архитектонском пластиком, којом су били украшени довратници, допрозорници и тимпанон изнад портала. Тимпанон је некада красила монументална седећа фигура Богородице са малим Христом на крилу, израђена на начин на који су рашки уметници интерпретирали западне уметничке стилове — романику и готику. Ова Богородица се данас чува у цркви Соколици, недалеко од манастира Бањске, док се делови каменог украса манастирских фасада налазе у Народном музеју у Београду, Археолошком музеју у Скопљу, а нешто је уграђено у објекте села око Бањске.
Главни понос Бањске било је чувено „бањско злато”, опевано у народној песми и описано у оновременим путописима. чинили су га танки златни листићи којима је облагана позадина фресака, такође по узору на маузолеје претходних владара — манастире Студеницу, Милешеву и Сопоћане. Данас је од тог живописа очувано само неколико избледелих фрагмената.
Манастир Бањска је 520 година провео у рушевинама, само је народ обилазио зидине. Поново је обновљен 2004. године када је епископ Артемије поставио за игумана оца Симеона који је у њему окупио младо монаштво. Манастир је одмах по оснивању постао духовни центар Срба на Косову. У току 2006. године почела је обнове саме цркве и ширег манастирског комплекса. Планови владике Артемија били су да се након обнове манастиру врате мошти светог краља Милутина. Потврдан одговор стигао је од Синода Бугарске православне цркве у децембру 2006. али се на томе стало.

## Ризница
Од осталог блага — икона, рукописа, сребрних, позлаћених и златних свећњака, кандила, кадионица, хороса, којима је, по казивању краљевог биографа Данила II, штедри краљ обдарио своју задужбину, није сачувано ништа. Једини налази скупоценог накита ископани су случајно, за време Првог светског рата 1915. године, из гроба краљице Теодоре, прве жене краља Стефана Дечанског и мајке цара Душана. То су два златна прстена: први је украшен античком камејом, а на глави другог је представа двоглавог орла и натпис: „Ко га носи, помози му Бог”. Први прстен се данас налази у поседу породице познатог колекционара Љубомира Недељковића, а други се чува у Народном музеју у Београду.

## Престони крст краља Милутина
Поводом славе манастира, Св. Архиђакона Стефана, августа месеца 2007. год, обновљена је традиција именовања славског домаћина, тако да је за следећу 2008. године епископ Артемије предао славски колач госп. Дејану Радојевићу из Косовске Митровице. Том приликом госп. Радојевић је даривао манастирску ризницу прелепим филигранским престоним крстом за чију израду је утрошено 2 кг чистог сребра, 33 природна бисера, 25 граната и 50 корала. Крст је висок 51. цм. Крст је рад познатог српског среброделаца, Горана Ристовића — Покимице из Краљева, и врхунски је изведен техником средњовековног призренског филиграна.
Због своје лепоте, а и у ишчекивању повратка моштију, крст је назван крстом Светороднога Краља Стефана Уроша Другог Милутина.
Крст је смештен у дрвену шкрињу димензија 59 цм х 39 цм х 24 цм која је са спољне стране ојачана кованим гвожђем са резом и катанцем. Унутрашња страна шкриње је тапацирана плавим мохером и декорисана посребреним нитнама на спојевима ромбоидних поља и по унутрашњим рубовима. Сам крст је положен на тапацирану подлогу и причвршћен са два кожна каиша. Са унутрашње стране поклопца који је такође тапациран и декорисан посребреним нитрнама, привезана са два кожна каиша смештена је ручно исписана хрисовуља.
У поклопцу шкриње налази се мајсторски рад нашег чувеног калиграфа Светозара Пајића Дијака из Новог Сада — хрисовуља димензија 100 цм х 30 цм, ручно исписана на јарећој кожи — пергаменту са декоративним заставицама и иницијалима. На хрисовуљи је исписан увод у житије Св. Краља Милутина које је написао Архиепископ Данило и гласи:
„Вазљубљени љубитељи Христа, ево се сада спрема ум слабога самисла худога и смртнога тела мога, и хоће да принесе достојне похвале онима који Христа заволеше. Али не знам како и где да нађем речи за то. Но најпре споменух Бога, и узвеселих се, и онда припадам овима које хоћу да похвалим, и молим се и говорим: Добри и свемилостиви и најмилосрднији и незлобиви Господе, који не желиш смрти људима, него хоћеш да се сви обрате и упуте на покајање. Који си рекао у Твоме светом Еванђељу: Молите се и даће вам се (Мт. 7,7); и опет: Што год узмолите у молитви верујући, све ће вам се то дати (Мт. 21,22). Зато и ја молим Твоје најмилосрдније човекољубље, да ми се да реч за отварање уста мојих, дарована ми Твојим Светим и Животворним Духом. Јер, утврђиван и уразумљиван Његовом сведаривајућом благодаћу, моћи ћу и ја, грешни и ништавни слуга Твој, да искажем нека дела од мноштва неисказаних чудеса Твојих на нама, а такође и достојним речима да похвалим ове слуге Твоје и господу моју, које Твоја божанска благодат венча и узвеличи и прослави изнад многих моћних и славних на земљи.”

## Бањска у српској народној епици
У епици се јавља уз атрибуцију град, малена, мали град, паланка. Помиње се у контексту боја на Делиграду 1806. (Вук, IV, 31) и Градашчевићевог сукоба са великим везиром на Косову 1831 (С. Милутиновић Сарајлија, Пјеванија, 62), али је најпознатији њен помен у песми Бановић Страхиња (Вук II, 44): „Нетко бјеше Страхињићу бане, / Бјеше бане од малене Бањске, / Од малене Бањске крај Косова". У песми Лазар Мутап и Арапин, када Карађорђе бира свог заточника за двобој с Арапином, помиње се у форми Бања, при чему се вероватно мисли не само на манастир него и на крај који је назван по њему: „Да би посл'о Вељка харамбашу, / Ко ће чуват' Бање и Косова / Од Турака љутих Арнаута?".

## Документарни филм
- Бањска — научна реконструкција, документарни ТВ филм серијала „Сведоци векова” у продукцији РТБ-а снимљен је 1989. године према сценарију др Марије Шупут у режији Милана Кнежевића, музику је компоновао Зоран Христић.[8]

## Галерија
- Фототипско издање Светостефанске хрисовуље
- Хрисовуља
- Шкриња за крст